# Tahlequah (Oklahoma)
Tahlequah es una ciudad ubicada en el condado de Cherokee, Oklahoma, Estados Unidos. Tiene una población estimada, a mediados de 2021, de 16 463 habitantes.
Es la capital de las dos tribus cherokee reconocidas a nivel federal con sede en Oklahoma, la moderna Nación Cherokee y la United Keetoowah Band of Cherokee Indians.
Es también la sede del condado de Cherokee.

## Geografía
La ciudad está ubicada en las coordenadas 35°54′38″N 94°58′40″O / 35.91056, -94.97778 (35.910503, -94.97772).

## Demografía
Según el censo de 2020, en ese momento la ciudad tenía una población de 16 209 habitantes. El 42.86 % de los habitantes eran blancos, el 32.27 % eran amerindios, el 1.89 % eran afroamericanos, el 1.30 % eran asiáticos, el 0.05 % eran isleños del Pacífico, el 4.54 % eran de otras razas y el 17.10 % eran de una mezcla de razas. Del total de la población, el 10.16 % eran hispanos o latinos de cualquier raza.
De acuerdo con los datos de la Oficina del Censo, en 2000 los ingresos medios de los hogares de la localidad eran de $23,238 y los ingresos medios de las familias eran de $34,811. Los hombres tenían ingresos medios por $25,066 frente a los $21,327 que percibían las mujeres. Los ingresos per cápita para la localidad eran de $13,371. Alrededor del 26.3 % de la población estaba por debajo del umbral de pobreza.
Según la estimación 2016-2020 de la Oficina del Censo, los ingresos medios de los hogares de la localidad son de $37,500 y los ingresos medios de las familias son de $55,375. Los ingresos per cápita en los últimos doce meses, medidos en dólares de 2020, son de $21,601. Alrededor del 23.3 % de la población estaba por debajo del umbral de pobreza.